# Spirale di Fermat
La spirale di Fermat (conosciuta anche come spirale parabolica) segue l'equazione
{\displaystyle r^{2}\ =\ \alpha ^{2}\theta }
in coordinate polari. È un tipo di spirale archimedea.